# 滋賀県道277号谷口高畑線
滋賀県道277号谷口高畑線（しがけんどう277ごう たにぐちたかはたせん）は、滋賀県長浜市を通る一般県道である。

## 概要
長浜市谷口町を起点に長浜市高畑町に至る。
隠れた宿、須賀谷温泉も近くにある。

### 路線データ
- 起点：長浜市谷口町（滋賀県道546号野瀬下山田線交点）
- 終点：長浜市高畑町（滋賀県道265号郷野湖北線交点）
- 総延長：2.4 km

## 歴史
- 1958年（昭和33年）7月26日 - 滋賀県告示第291号により路線認定[1]。

## 地理

### 通過する自治体
- 長浜市

### 交差する道路
| 交差する道路              | 交差する場所 | 交差する場所 |
| ------------------------- | ------------ | ------------ |
| 滋賀県道546号野瀬下山田線 | 谷口町       | 起点         |
| 滋賀県道265号郷野湖北線   | 高畑町       | 終点         |

### 沿線
- 南流寺
- 来生寺
- 波久奴神社